# Julio César Cáceres
Julio César Cáceres López (San José de los Arroyos, 1979. október 5. –) paraguayi válogatott labdarúgó, aki jelenleg a Club Guaraní játékosa.

## Pályafutása
A paraguayi válogatott színeiben részt vett a 2002-es, 2006-os és a 2010-es labdarúgó-világbajnokságon..

## Sikerei, díjai
- Olimpia Asunción
  - Paraguayi bajnok: 1999, 2000
  - Copa Libertadores: 2002
  - Recopa Sudamericana: 2003
- Boca Juniors
  - Recopa Sudamericana: 2008
  - Argentin bajnok: 2008 (Apertura)
- CA Mineiro
  - Mineiroi bajnok: 2010